# Великий Врх-Каманський
45°38′ пн. ш. 15°25′ сх. д. / 45.63° пн. ш. 15.41° сх. д.
Великий Врх-Каманський (хорв. Veliki Vrh Kamanjski) — населений пункт у Хорватії, у Карловацькій жупанії у складі громади Каманє.

## Населення
Населення за даними перепису 2011 року становило 65 осіб.
Динаміка чисельності населення поселення: